# Neufahrn bei Freising
Neufahrn bei Freising település Németországban, azon belül Bajorországban. Lakosainak száma 20 819 fő (2023. december 31.). Neufahrn bei Freising Kranzberg, Freising, Hallbergmoos, Eching és Fahrenzhausen községekkel határos.

## Népesség
A település népessége az elmúlt években az alábbi módon változott:
| Lakosok száma | 1114 | 1676 | 3247 | 8735 | 15 255 | 19 046 | 19 040 | 19 468 | 20 223 | 20 819 |
|               | 1840 | 1900 | 1950 | 1970 | 1991   | 2010   | 2013   | 2015   | 2019   | 2023   |